# Панорама (Сан-Паулу)
Панорама (порт. Panorama)  —  муниципалитет в Бразилии, входит в штат Сан-Паулу. Составная часть мезорегиона Президенти-Пруденти. Входит в экономико-статистический  микрорегион Драсена. Население составляет 14 614 человека на 2006 год. Занимает площадь 353,137 км². Плотность населения — 41,4 чел./км².

## История
Город основан 25 декабря 1952 года. 

## Статистика
- Валовой внутренний продукт на 2003 составляет 68.936.101,00 реалов (данные: Бразильский институт географии и статистики).
- Валовой внутренний продукт на душу населения на 2003 составляет 4.864,25 реалов (данные: Бразильский институт географии и статистики).
- Индекс развития человеческого потенциала на 2000 составляет 0,783 (данные: Программа развития ООН).